# (74079) 1998 NS
1998 أن أس (ويعرف أيضًا باسم (74079) 1998 أن أس وفق تسمية الكوكب الصغير) (بالإنجليزية: 1998 NS)‏ هو كويكب ضمن حزام الكويكبات؛ وترتيبه 74079 من حيث الاكتشاف.
اكتُشف هذا الجُرم الفلكي بواسطة Frank B. Zoltowski ‏ في 11 يوليو 1998.

## وصلات خارجية
- (74079) 1998 NS في قاعدة بيانات مختبر الدفع النفاث لأجرام النظام الشمسي الصغيرة

- الاكتشاف · مخطط المدار ·  العناصر المدارية · المعلمات المادية

- (74079) 1998 NS على موقع ويكي سكاي: DSS2, SDSS, GALEX, IRAS, Hydrogen α, X-Ray, Astrophoto, Sky Map, Articles and images